# Chaffey Dam
Chaffey Dam är en dammbyggnad i Australien. Den ligger i kommunen Tamworth Municipality och delstaten New South Wales, i den sydöstra delen av landet, omkring 280 kilometer norr om delstatshuvudstaden Sydney. Chaffey Dam ligger 516 meter över havet.
Trakten runt Chaffey Dam är nära nog obefolkad, med mindre än två invånare per kvadratkilometer.. Närmaste större samhälle är Nundle, omkring 13 kilometer söder om Chaffey Dam.
I omgivningarna runt Chaffey Dam växer huvudsakligen savannskog. Genomsnittlig årsnederbörd är 1 272 millimeter. Den regnigaste månaden är februari, med i genomsnitt 223 mm nederbörd, och den torraste är oktober, med 25 mm nederbörd.